# Hexatoma ducalis
Hexatoma ducalis är en tvåvingeart som först beskrevs av Edwards 1932.  Hexatoma ducalis ingår i släktet Hexatoma och familjen småharkrankar. Inga underarter finns listade i Catalogue of Life.